# (81) Terpsichore
(81) Terpsichore – planetoida z pasa głównego planetoid okrążająca Słońce w ciągu 4 lat i 301 dni w średniej odległości 2,86 au. Została odkryta 30 września 1864 roku w Marsylii przez Wilhelma Templa. Nazwa planetoidy pochodzi od Terpsychory, córki Zeusa i Mnemosyne, muzy tańca i pieśni w mitologii greckiej.
Fotometryczne obserwacje mniejszej planety w 2011 roku dały okres obrotu 10,945±0,001 h z amplitudą 0,09±0,01 magnitudo. Ten wynik jest zgodny z wcześniejszymi ustaleniami. W 2009 roku z wielu miejsc zaobserwowano dwie okultacje gwiezdne z udziałem tej asteroidy. Powstałe akordy pasowały do gładkiego eliptycznego przekroju o wymiarach 134,0±4,0 km × 108,9±0,7 km.

## W kulturze popularnej
Orbitująca wokół 81 Terpsichore stacja kosmiczna jest głównym miejscem akcji opowiadania science fiction The Dark Colony (Asteroid Police Book 1) autorstwa Richarda Penna.